# Преобразующее обучение
Преобразующее научение (англ. transformative learning) — теория в педагогике, в которой говорится, что процесс "перспективной трансформации" личности имеет три измерения: психологическое (изменения в понимании себя), ценностное (пересмотр системы убеждений) и поведенческое (изменения в стиле жизни)
Преобразующее научение — это расширение сознания через трансформацию базовой картины мира и характеристик своей индивидуальности; преобразующее научение облегчается сознательно управляемыми процессами, такими как получение доступа к символическому содержанию подсознания и критический анализ скрытых в нем предпосылок.
Определяющее условие человеческого бытия — в том, что мы должны постигать значение нашего опыта. Некоторым людям достаточно любого некритично воспринятого объяснения авторитетной фигуры. Но в современном обществе мы должны учиться создавать собственные интерпретации, а не действовать для реализации целей, верований, суждений и чувств других. Облегчение такого понимания — фундаментальная цель образования для взрослых. Преобразующее научение развивает автономное мышление.
Перспективная трансформация, приводящая к преобразующему научению, происходит редко. Джек Мезиров (англ. Jack Mezirow) полагает, что обычно она начинается с "дезориентирующей дилеммы", которая вызывается жизненным кризисом или серьезными переменами в жизни — хотя также она может быть вызвана накапливающимися со временем изменениями в схеме значений. Менее драматичные ситуации, например, создаваемые учителем, также способствуют трансформации.
Важный компонент преобразующего научения для индивида — изменение его системы взглядов посредством критического переосмысления убеждений, а также сознательным созданием и воплощением планов, которые приведут к новым способам определения его мира. Этот процесс является фундаментально рациональным и аналитическим.

## Мезиров
Джек Мезиров в течение двух предыдущих десятилетий разрабатывал теорию преобразующего научения, и эта теория превратилась "во всеобъемлющее и комплексное описание того, как ученики интерпретируют, проверяют и переформулируют значение своего опыта." Ученики, чтобы изменить их схемы значений (верования, отношение и эмоциональные реакции), "должны погрузиться в критическую рефлексию своего опыта, которая в свою очередь приводит к перспективной трансформации." Схемы значений, которые скрывают семантические структуры, могут изменяться, если индивид добавляет или интегрирует в существующую схему идеи, и на самом деле, эта трансформация схем значений — обычное явление в процессе обучения. Перспективная трансформация, приводящая к преобразующему научению, однако, происходит намного реже. Мезиров утверждает, что эта менее частая трансформация обычно является результатом "дезориентирующей дилеммы", которая вызывается жизненным кризисом или серьёзными переменами в жизни — хотя также она может быть вызвана накапливающимися со временем изменениями в схеме значений.
Понятие перспективы раскрывается Мезировым через следующие элементы:
1. Дезориентирующая дилемма
2. Самообследование
3. Чувство отчуждения
4. Высказывание недовольства другим людям
5. Объяснение особенностей нового поведения
6. Выстраивание уверенности новыми способами
7. Планирование направления действий
8. Знание, которое поможет осуществить планы
9. Эксперимент с новыми ролями
10. Реинтеграция.

## Взгляды других исследователей
Теория Мезирова за годы существования неоднократно подвергалась критике. Одно из слабых мест теории Мезирова, в частности, исследователи видят в слишком большом доверии к рациональности человека. В некоторых работах теория Мезирова была поддержана. В других содержится вывод о том, что Мезиров переоценивает важность такого фактора, как рациональная критическая рефлексия.
Эдвард У. Тэйлор (англ. Edward W. Taylor)  предположил, что нейробиологические исследования — это многообещающая область, которая может предложить некоторые объяснения относительно роли, которую играют эмоции, заполняя пробел между рациональностью и эмоциями в процессе преобразующего обучения. Тэйлор утверждает, что с доступными современными технологиями, такими как магнитно-резонансная томография (МРТ) и позитронно-эмиссионная томография (ПЭТ), эти неясные факторы могут быть изучены через определённый детерминизм систем мозга, который вступает в действие во время дезориентирующих дилемм и процесса восстановления, который следует за ними. Эти неврологические исследования также подчёркивают важную роль имплицитной памяти, которая является источником привычек, отношений и предпочтений, которые связаны с подсознательными мыслями и действиями.
Хотя процесс научения, несомненно, на некоторых уровнях является рациональным, существует также глубинный опыт, который может быть описан как духовная или эмоциональная трансформация. Опыт отмены расистского, сексистского и других дискриминирующих отношений может быть болезненным и эмоциональным, поскольку эти отношения часто развивались как способ совладания с проблемами и объяснения мира. Этот тип научения требует понимания рисков и ответственности, и стремления быть чувствительным и бросать вызов своим предпочтениям и утверждениям.
Другие учёные рассматривали преобразующее научение как интуитивный и эмоциональный процесс. Джон М. Диркс (англ. John M. Dirkx), Роберт Д. Бойд (англ. Robert D. Boyd), Дж. Гордон Майерс (англ. J. Gordon Myers) и Розмари Р. Рутер (англ. Rosemary R. Ruether) связывают рациональный, когнитивный и аналитический подход Мезирова с более интуитивным, креативным и целостным взглядом на преобразующее научение. Этот взгляд отражён главным образом в работе Роберта Бойда, который разработал теорию преобразующего образования, основанную на аналитической (или глубинной) психологии.
Для Бойда трансформация — это "фундаментальное изменение чьей-либо личности, включающее [одновременно] решение личной дилеммы и расширение сознания, приводящее к большей личностной интеграции." Этот процесс использует экстра-рациональные ресурсы, такие как символы, образы и архетипы для помощи в создании личного видения того, что значит быть человеком.
Прежде всего, индивид должен быть восприимчив или открыт к получению "альтернативных выражений значения", и осознать, что сообщение аутентично. Переживание, которое Бойд считает наиболее критической фазой процесса распознавания, имеет место, когда индивид понимает, что старые паттерны или способы восприятия более не соответствуют действительности, и начинает предпринимать шаги по адаптации или установлению новых способов, что в конце приведёт к интеграции новых и старых паттернов. В более поздних исследованиях особое внимание уделяется процессу преобразующего научения одиноких стариков. Утверждается, что "дезориентирующая дилемма", важность и неизбежность которой подчёркивает Мезиров, заключается в потере любимых людей, с дополнительным разрушительным фактором изоляции, с которой зачастую встречаются люди пожилого возраста. Другое исследование рассматривает преобразующее научение в контексте суицида на почве утраты. В этих случаях дилемма состоит из вопроса о правильном или неправильном понимании, которое существовало в отношениях с умирающим, и осознания значения этих отношений в процессе переживания горя.
В отличие от Мизирова, который считает, что эго играет центральную роль в процессе перспективной трансформации, Бойд и Майерс подходят к вопросу с других позиций, и делают акцент на разуме и логике в определении преобразующего научения, которое является более психосоциальным. 
Другое определение преобразующего научение было выдвинуто Эдмундом О'Салливаном (англ. Edmund O'Sullivan):
Преобразующее научение включает в себя переживание глубоких структурных перемен в базовых предпосылках мыслей, чувств и действий. Это смена сознания, которая сколь драматично, столь и неуклонно изменяет наш способ существования в этом мире. В перемены вовлекаются наше понимание себя и нашего места в обществе; наши отношения с людьми и природой; наше понимание власти во взаимосвязанных структурах класса, расы и пола; наше осознание собственного тела, наше видения альтернативных подходов к жизни и наше чувство возможностей социального правосудия, мира и личного удовольствия.
Утверждая, что пониманию преобразующего научения могут мешать рациональные взгляды и традиции западного общества, Кэтлин П. Кинг (англ. Kathleen P. King) создаёт альтернативную модель, основанную на мета-анализе исследований, "Модель возможностей преобразующего научения".
Недавнее обсуждение этих взглядов показывает, что один взгляд не исключает другого. К примеру, Мезиров и Диркс устроили дискуссию по поводу преобразующего научения на Международной конференции по преобразующему научению в 2005 году. Этот диалог, модерируемый Патрицией Крэнтон (англ. Patricia Cranton), был продолжен по электронной почте после конференции, и его обзор был опубликован в "Журнале преобразующего образования". Диркс сосредоточился на субъективности и преобладании влияния внутреннего мира над внешним в процессе изменения взглядов. Мезиров делает упор на критическую оценку утверждений. Хотя их подходы различаются, они согласны друг с другом в том, что их взгляды соприкасаются в нескольких точках, таких как: преобразование системы взглядов, которая теряет значение или перестаёт функционировать, и воспитание повышенной осведомлённости и сознания в сфере человеческого бытия. Обе теории требуют углубленного понимания и инкорпорации в процесс преобразующего образования
Одна из трудностей в определении преобразующего научения в том, что это понятие пересекается с такими концептами, как "смыслообразование" или "критическое мышление".
Термин "смыслообразование" (т.е., конструирование смыслов) чаще всего встречается в конструктивистских подходах к образованию, основанных на работе таких педагогов, как Джон Дьюи, Мария Монтессори, Жан Пиаже, Жером Брунер, и Лев Выготский. С точки зрения конструктивистов, смысл строится на основании знания.
Джон Диркс видит в преобразующем научении процесс смыслообразования в ходе обучения взрослых, нацеленный на продвижение демократичного видения общества и самоактуализацию индивидов. Обучение — это и есть жизнь, а не подготовка к ней. Следовательно, преобразующее научение требует истинности, обязательства сфокусироваться на "здесь" и "сейчас", и сознания чувств и эмоций в рамках процесса обучения. Отношение между индивидом и внешним миром обсуждаются в терминах критической роли, которую последний играет в научении. Диркс описывает наши чувства и эмоции как своего рода язык, помогающий нам узнавать что-либо о себе, наших отношениях с другими и о том, как мы находим смысл во всех аспектах нашего опыта, как объективных, так и субъективных. Наше чувство того, кто мы такие и каковы наши отношения с миром должны быть естественным образом извлечены из процесса научения, что приведёт нас к более глубокому единению с собой и миром.
Мезиров утверждает, что любое научение — это изменение, но не всякое изменение является трансформацией. в этом разница между передающим, трансакционным и преобразующим обучением . В первом случае знание передаётся от учителя учащемуся. В трансакционном образовании признаётся, что студент имеет значимый опыт и лучше всего научается через получение опыта, исследование, критическое мышление и взаимодействие с другими учащимися. Обсуждаемым является вопросы о том, входит ли понятие "преобразующее научение" в понятие "трансакционное научение", и о том, что то, что рассматривается некоторыми авторами как "преобразование", на деле можно назвать и "трансакцией".
Согласно Стивену Д. Брукфилду (англ. Stephen D. Brookfield) научение может быть признано преобразующим, только если оно включает в себя фундаментальные вопросы или преобразование образа мыслей либо действий индивида; вызов преобладающим смыслам. Другими словами, только рефлексии для преобразующего научения недостаточно, если в процесс не вовлечена критическая рефлексия, распознание и анализ принимаемых как должное утверждений.

## На практике
На первый взгляд, две представленных здесь точки зрения на преобразующее научение противоречат друг другу. Одна из них отстаивает рациональный подход, который прежде всего зависит от критической рефлексии, в то время как другая больше полагается на интуицию и эмоции. Однако различие между ними, скорее всего, является следствием по-разному расставленных акцентов. Обе рассматривают рациональные процессы и включенное воображение как часть креативного процесса. Два различных взгляда на преобразующее научение, описанных здесь, так же как и примеры того, как это происходит на практике, предполагают, что не существует какой-то единственно верной модели преобразующего научения.
Если преобразующее научение используется в целях образования взрослых, создание образовательной среды, в которой может происходить подобный процесс, должно включать следующие аспекты:

### Роль преподавателя
Для создания ситуации преобразующего научения, преподаватель должен помогать в том, чтобы они были осведомлены и критически относились к утверждениям. Это как их собственные утверждения, которые ведут к интерпретациям, убеждениям, привычкам мышления, точкам зрения, так и утверждения других людей. Преподаватель должен создавать обучающимся условия для осознания своих систем взглядов. Для этого преподаватель поощряет переопределение проблем с различных точек зрения. Цель состоит в том, чтобы создать сообщество учащихся, которые "объединены общим опытом попыток создания смысла своего жизненного опыта".
Преподаватели должны предоставить учащимся возможностей для эффективного участия в дискурсе. Этот дискурс включает в себя оценку причин, скрытых за противоречащими друг другу интерпретациями через критическое изучение свидетельств, аргументов и альтернативных точек зрения. Учащиеся имеют возможность проверить, как и что они понимают, так же как и возможность развивать способность информированных суждений по поводу своих убеждений. Преподаватели могут поощрять критическую рефлексию и опыт дискурса через осуществление таких методов, как метафорический анализ, составление концептуальных карт, подъём сознания, жизненные истории, репертуарные решётки и участие в социальных действиях.
Преподаватель должен поощрять равное участие студентов в дискурсе. Одна из стратегий этого — поощрять процедуры, которые требуют от членов группы постоянного мониторинга направления диалога и обеспечения равного участия. Преподаватели могут также поощрять диалог различных точек зрения через противоречащие утверждения или зачтение противоположных точек зрения. Важно, чтобы преподаватель избегал обострения дискуссии.
Роль преподавателей также состоит в том, чтобы устанавливать цели, в которые включено автономное мышление. Это возможно через воспитание критического опыта и мышления учащихся с помощью дискурса. Предпосылки автономного мышления создаются в детском возрасте и имеют продолжение во взрослом. Преподаватель содействует взрослым учащимся в повышении критичности при оценке утверждений, улучшение распознания систем взглядов и альтернативных точек зрения, так же, как и повышению эффективности сотрудничества с другими, в целях оценки и выведения суждений в соответствии с убеждениями.
Также к обязанностям преподавателя относится развитие открывающего научения через использование таких методов, как учебные контакты, групповые проекты, ролевые игры, кейс-стади, симуляцию. Эти методы упрощают преобразующее научение, помогая учащимся изучать концепции в контексте их жизней и анализировать правомерность нового знания.
Роль преподавателя в формировании среды, которая выстраивает атмосферу доверия и заботы и упрощает развитие чувственных отношений среди учащимися — это фундаментальный принцип воспитания преобразующего научения. Личность преподавателя также выступает ролевой моделью через демонстрацию готовности к научению и изменениям. В результате, профессиональное развитие важно для содействия преподавателям в том, чтобы развивать свою аутентичность и критическую рефлексию.
Мезиров подчёркивает три способа интерпретации опыта через рефлексию:
- Содержательная рефлексия — исследование содержания. Вопрос, который мы можем задать себе: “что я сделал, что привело к такому исходу?“
- Процессуальная рефлексия включает в себя проверку стратегий решения проблем, которые использованы в аудитории. К примеру, “понимаю ли я нужды своих студентов?”
- Рефлексия предпосылок — вопрос о самой проблеме. Вопрос: “почему я чувствую ответственность за эту ситуацию?”.

### Значение профессионального развития для преподавателя
Преобразующее научение в преподавании происходит, когда преподаватель критически изучает свою практику и развивает альтернативные взгляды на неё. Важно,чтобы развитие навыков критического изучения практики стало частью профессионального развития. Роль профессионального развития в том, чтобы помочь преподавателю достичь понимания особенностей его склада мышления по вопросам преподавания.  В ходе подобного профессионального развития, преподаватель критически изучает априорные утверждения, которые лежат в основе его практики, понимает последствия этих утверждений и развивает альтернативные взгляды на свою практику. 
Учителям нужно образование и профессиональное развитие, которые помогут им задавать вопросы, бросать вызов и начинать критические дискуссии по поводу улучшения школы. Преобразование учителей таким образом, чтобы они видели себя агентами социальных перемен, является одной из задач современного образования. 

#### Стратегии преобразующего профессионального развития
Стратегии преобразующего профессионального развития включают планы действий, рефлексивную деятельность, анализ ситуаций, разработку учебных материалов и обсуждение с позиций критических теорий. Планы действий и рефлексивная активность предоставляют образцы практики и модели критической рефлексии по поводу преподавательской профессии, а также обеспечивают руководством по приобретению опыта преподавания и обучения. Через использование жизненных примеров и анализ ситуаций предоставляется возможность анализировать утверждения, а также последствия выбора и действий. Использование этого метода обращает наше внимание на практику преподавателя, её философские и практические аспекты. Разработка учебных материалов создаёт возможность объединения теории и практики. Вдобавок к внедрению новых техник преподавания, преподаватели могут проверить и сравнить новые концепции и практики с уже действующими. Эта проверка и сравнения позволяют нам перестать некритично воспринимать новые методы преподавания. Обсуждение с позиций критических теорий применяется для того, чтобы заставить преподавателя задавать вопросы по поводу значения и целей информации, поощрять преподавателей критично относиться к выбору информации, которую они дают своим студентам.

#### Примеры профессионального развития преподавателя
Наставничество — это ещё одна стратегия преобразующего профессионального, личного и организационного развития. Создавая поддерживающую культуру, наставничество предоставляет среду, в которой может происходить преобразующее научение. Через этот опыт наставничество становится преобразующим отношением, в котором индивиды реконструируют возможные состояния себя. Как двусторонний процесс, наставничество представляет собой инструмент обучения как для наставника, так и для его подопечного.
В недавнем исследовании, Карен Уэллер Свенсон (англ. Karen Weller Swanson), применяя теории критической рефлексии, включая модель критических случаев, и утверждая идею партнёрства в обучении, создала программу для практикующих учителей с целью их преобразующего развития. Создавался опыт, необходимый, чтобы вовлечь учителей в рефлексии по поводу их априорных утверждений. Их просили осмыслить альтернативные взгляды и развивать язык для того, чтобы установить связь между теорией и практикой. После двух лет участия в исследовании, учителя уже могли самостоятельно развивать теорию и преобразовывать их знание в их практику. Чтобы преобразующее развитие учителя было эффективным, следует и ценить то, что учителя привносят из своего личного и профессионального опыта, и осознавать, что научение — это как индивидуальный, так и социальный опыт. Этот процесс включает в себя: достижение прозрачности через обсуждение повестки дня, нахождение общего языка через дискуссию о личных априорных утверждениях, постоянное получение обратной связи через критические вопросы о случаях, проверку через применение программ учителей в аудитории. Автобиография и ведения дневника — дополнительные техники, которые используются в рамках этого учебного партнёрства. Учителя и факультеты, принимавшие участие в этой программе, преобразовались, поскольку убеждения были пересмотрены, а знание — совместно сконструировано через опыт.
Новые учителя часто находят ожидания от своей работы неясными, у них отсутствует уверенность в себе и понимание того, каким курсом следовать в образовательной среде. Рамки преобразующего научения были использованы в начальных курсах, чтобы участники могли выстраивать индивидуальный и коллективный анализ опыта преподавания, и чтобы помочь им изменить границы своей практики. Гиедр Клайгайт (англ. Giedre Kligyte) исследовала "преобразующие нарративы", которые появляются в процессе письменной рефлексии участников учительской практики, основанные на индивидуальной рефлексии и групповой дискуссии. Используя работы Мезирова и конструктивизм Роберта Кигана (англ. Robert Kegan), Клайгайт находит следующие темы: движение от нерефлексивного привычного действия к более осознанной практике; смена взглядов на образование на более сложные; возрастающее чувство участия, включая идею о том, что академическая практика - это объект, который может контролироваться и быть видоизменён, а не изначальная неизменная данность; повышение уверенности и готовности рисковать и экспериментировать; более многогранная идея о том, что значит быть академичным. Сопровождающая среда помогла развитию преобразующего опыта. Через создание безопасного социального контекста, в котором "дезориентирующая дилемма" может быть проверена и исследована, участники имели возможность развить новую "систему взглядов" и реинтегрировать процесс обучения в практику. Клайгайт предупреждает, что у этих рамок есть ограничения, такие как возможность, что участники будут стараться соответствовать ожиданиям от своих рефлексивных рассуждений. Она заметила, что изученные "преобразующие нарративы" не являются единственными, финальными нарративами себя, но только срезом для будущего изучения. Выводы Клайгайт похожи на выводы С. Флетчера (англ. S. Fletcher): что преобразующее научение помогает найти смысл в сложной и часто неясной рабочей среде, которая требует от человека открывать различные грани его личности.

### Роль ученика
Преподаватель превращается в фасилитатора, когда перед учениками ставится цель сконструировать знание о них самих, других людях и социальных нормах. В результате ученики играют важную роль в образовательной среде и процессе.  Ученики должны создавать в учебных аудиториях нормы, которые включают в себя вежливость, уважение и ответственность за взаимопомощь в обучении. Ученики должны приветствовать разнообразие внутри образовательной среды и ставить своей целью сотрудничество равных.
Ученики должны критично подходить к своим собственным априорным утверждениям для того, чтобы трансформировать их не подвергавшиеся ранее сомнению системы взглядов. Через коммуникативное обучение ученики должны работать над критическими размышлениями по поводу тех утверждений, которые являются основой их намерений, ценностей, убеждений и чувств. Ученики вовлечены в объективное изменение своих систем взглядов, когда они критически размышляют над утверждениями других. В противоположность этому, субъективное изменение происходит, когда ученики критически оценивают их собственные утверждения.
Роль ученика также включает в себя активное участие в дискурсе. Через этот дискурс ученики могут проверить, что именно им сообщается. Этот диалог предоставляет возможность критически изучать свидетельства, аргументы и альтернативные точки зрения, которое воспитывает навыки коллаборативного обучения.

### Роль рационального и эмоционального
Преобразующее научение имеет в своём составе два компонента, которые, как кажется, иногда конфликтуют друг с другом: познавательное, рациональное, объективное, и интуитивное, образное, субъективное. Как рациональное, так и эмоциональное играют роль в преобразующем научении. Хотя мы прежде всего считаем преобразующее научение рациональным процессом, учителям нужно понимать, как они могут помочь учащимся использовать чувства и эмоции как в критической рефлексии, так и как средства рефлексии.
Существует множество образовательных и исследовательских институтов, рабочий процесс в которых построен на принципах преобразующего научения. некоторые из них - это Институт преобразующих исследований и Центр преобразующего научения в Институте исследований образования в Онтарио (OISE), Университет Торонто.
Доказательство применимости теории преобразующего научения — новые образовательные программы в областях бизнеса, промышленности, здравоохранения, муниципальных системах обучения взрослых, таких как курсы, предлагаемые YMCA, и неформальные объединения, такие как группы самопомощи. Фил Бамбер (англ. Phil Bamber) и Лес Ханкин (англ. Les Hankin) описывают то, как учащиеся испытывают перспективную трансформацию и меняют свои взгляды на мир, когда на их образовательный процесс оказывает влияние теория преобразующего научения.
Сюзен Имел (англ. Susan Imel) утверждает, что преобразующее научение не всегда может быть целью образования, но не следует недооценивать его важность. Преподавателям следует осваивать его принципы, даже если они не придерживаются его подходов.[уточнить источник]